# Збирач кісток
«Збирач кісток» (англ. Bone Daddy) — канадо-американський трилер 1998 року.

## Сюжет
Колишній патологоанатом Вільям Палмер, який раніше працював в поліції, випускає у світ книгу, засновану на реальних подіях, у якій розповідає про маніяка, що вирізав кістки з живих людей кілька років тому. Прочитавши книгу, реальний маніяк викрадає літературного агента і починає виймати з нього кістки і надсилати їх Палмеру. Письменник разом з поліцейським детективом Шарон починає розслідування.

## У ролях
| Актор           | Роль          |
| --------------- | ------------- |
| Рутгер Гауер    | Палмер        |
| Барбара Вільямс | Шарон         |
| Р.Х. Томсон     | Стоун         |
| Джозеф Келл     | Пітер         |
| Робін Геммел    | Кобб          |
| Блу Манкума     | Трент         |
| Мімі Кузик      | Кім           |
| Вейн Бест       | Родман        |
| Деніел Кеш      | Роккі         |
| Пітер Келеган   | Тарновер      |
| Кірстен Бішоп   | Леслі         |
| Кіра Аццопарді  | Сінді         |
| Марк Донато     | Марк          |
| Майкл Каруана   | Гурвіц        |
| Дін МакДермотт  | Морт молодший |
| Крістофер Келк  | доктор Франц  |